# 風呂哲州
風呂 哲州（ふろ てっしゅう、1968年2月7日 - ）は、日本のシンガーソングライター。ギター漫談家・作詞作曲実演職人・漫才作家としても活動している。本名および旧芸名は風呂 哲（ふろ さとし）。広島県広島市出身。修道中学校・高等学校、関西大学卒業。既婚。

## 来歴
中学生の頃に尊敬するさだまさしに影響を受けてギターに興味を持つようになり、高校の文化祭で初ステージを経験。大学卒業後は京都のライブハウスなどで音楽活動をしていた。
1992年3月から嘉門達夫の付き人となり、当時嘉門が所属していた代官山プロダクションに所属。メディアへの初露出は、嘉門が出演した日本テレビの特別番組『人間ドキュメント 怒濤の達人』。同番組の冒頭でほんの少しだけ映った。また、同時期に嘉門が出演していた中京テレビの深夜番組『ラジごめII金曜日の王様』にもたびたび端役で出演していた。その後は代官山プロが自主制作していたラジオ番組『KAMON・SAIKOの爆裂スーパーファンタジー』に出演。1995年には同番組で風呂単独でのライブ企画「爆裂 風呂哲ライブ実行キャンペーン」が持ち上がったが、栄養失調で倒れて入院し、企画は白紙撤回。1996年1月に代官山プロを退社し、以後は同番組に出演することも無くなった。
代官山プロ退社後は広島県へ戻り、1997年5月から同エリアを拠点に個人でのライブ活動を開始。毎月26日を「お風呂の日（お26の日）」と決め、定期的にライブを敢行している。また、2003年4月から現在の芸名を用いるようになった。帰郷後は地元RCCテレビの『モテモテロックnight』に出演していたが、2004年6月にテレビ朝日『銭形金太郎』のリポーターから取材を受け、「ビンボーさん数珠つなぎ・銭形銀太郎」のコーナーにビンボーさんの1人として出演した。このほか、音楽活動と並行して自身の夫人と歌謡漫才コンビザ・バ〜ニョ（さとし&エミリン）を結成し、2007年1月から広島県を拠点に活動している。

## ディスコグラフィ

### 自主制作CD
- 一番風呂（2000年10月）
- 二番風呂（2002年4月）
- おふろ畑 〜三番風呂〜（2004年9月）
- always 風呂哲州撰集 その1（2006年11月）
- 感謝感激感涙温泉 〜四番風呂〜（2007年11月）
- 好きじゃけん! カープ!!（2008年）
- ええ国創らにゃの 〜毛利元就の歌〜 風呂哲州撰集 その2（2008年）

### 楽曲提供
- 恋愛初期（作曲、嘉門のアルバム『NIPPONの楽しみ』収録曲）
- 地下鉄（作詞・作曲、嘉門のアルバム『NIPPONの楽しみ』収録曲）
- 愛だと思ってた（作曲、嘉門のアルバム『伝家の宝刀』収録曲）

## 出演

### テレビ番組
- ラジごめII金曜日の王様（1992年10月 - 1993年6月、中京テレビ）
- モテモテロックnight（2001年10月 - 2004年3月、RCCテレビ）
- 銭形金太郎（2004年6月17日、テレビ朝日）
- コンプレX（2005年8月3日、RCCテレビ）

### ラジオ番組
- KAMON・SAIKOの爆裂スーパーファンタジー（1993年4月 - 1995年、JAPAN FM NETWORK）
- RDRプレゼンツ 夢は必ず叶う（2005年7月 - 2006年3月、FMななみ）
- む〜む〜レジオ（2009年9月 - 、インターネットラジオ）

## エピソード
- 前述の通り、尊敬する歌手はさだまさしで、風呂は嘉門の付き人をしながらさだまさし研究会の会長も務めていた。この事について嘉門は、ラジオ番組で「（風呂は）さだまさしを神様のように思っていて、俺のことを屁のように思っとんねん」と発言していた。
- 嘉門は風呂から使えなくなったと告げられたギター用のチューニングメーターを、『ラジごめII金曜日の王様』で視聴者向け交換特典の1つとして出品した。しかしその後、当選した視聴者より「嘉門さんから貰ったちょっと壊れているチューニングメーターは電池交換で甦った」との投稿があり、嘉門から「風呂! おかしいやないかい!」と激怒された。